# Georgia State University
Die Georgia State University (auch GSU genannt) ist eine staatliche Universität in Atlanta, Georgia. Sie ist Teil des University System of Georgia. Die Hochschule wurde 1913 gegründet.
Die GSU ist Partnerhochschule der Hochschule Ansbach sowie der Friedrich-Alexander-Universität Erlangen-Nürnberg.

## Zahlen zu den Studierenden, den Dozenten und zum Vermögen

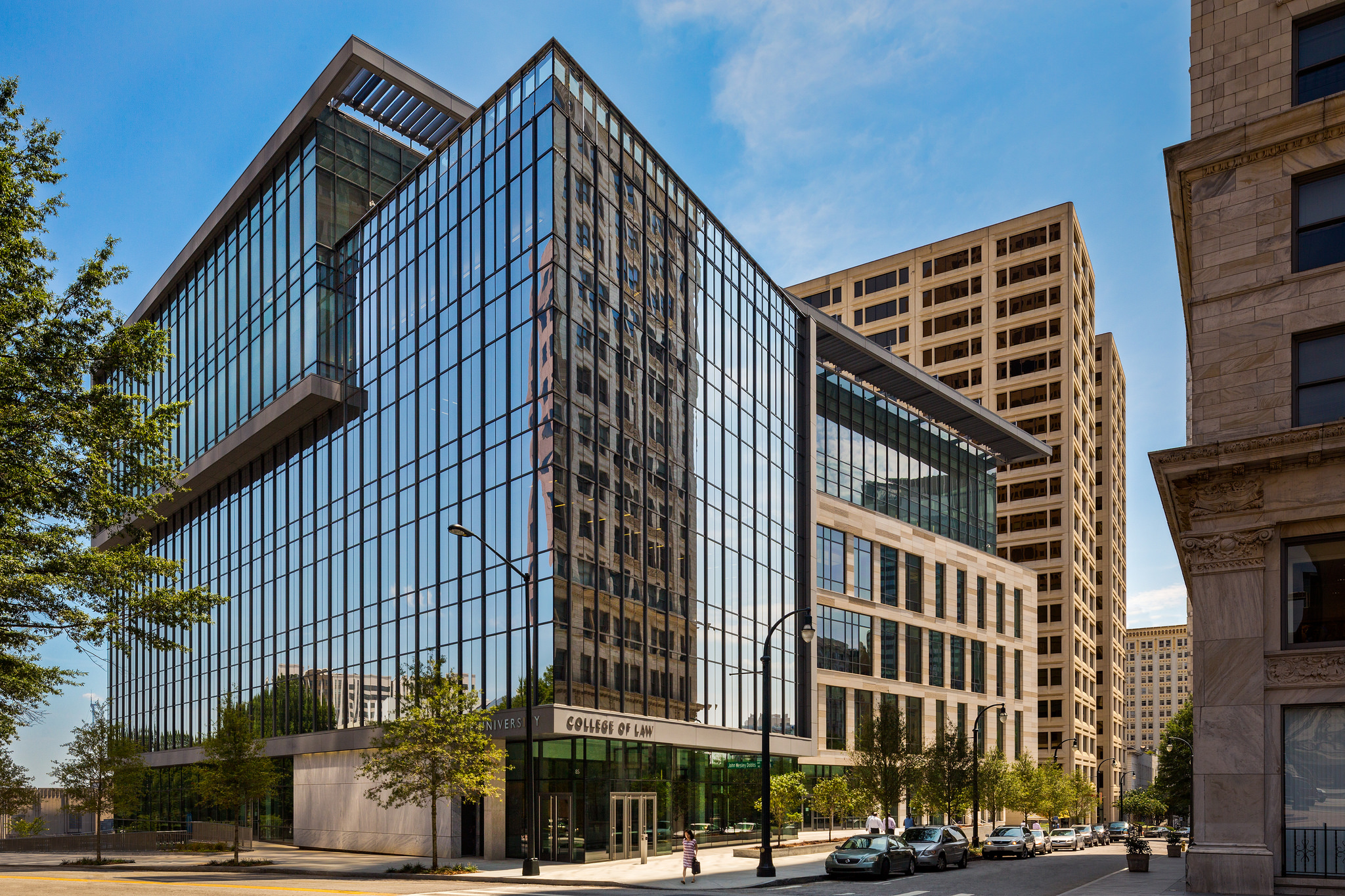
College der Rechtswissenschaften der Georgia State University

Im Herbst 2020 waren 36.360 Studierende an der GSU in Atlanta eingeschrieben. Davon strebten 28.787 (79,2 %) ihren ersten Studienabschluss an, sie waren also undergraduates. Von diesen waren 60 % weiblich und 40 % männlich; 15 % bezeichneten sich als asiatisch, 41 % als schwarz/afroamerikanisch, 13 % als Hispanic/Latino und 21 % als weiß. 7.573 (20,8 %) arbeiteten auf einen weiteren Abschluss hin, sie waren graduates. Es lehrten 1.603 Dozenten an der GSU, davon 1.222 in Vollzeit und 381 in Teilzeit.
Zusätzlich zu den Studierenden der GSU in Atlanta kommen die des dazugehörigen Perimeter College. Dieses hat außer der Zentrale in Atlanta fünf Standorte (in Alpharetta, Clarkston, Decatur, Dunwoody und den Campus Newton in Covington) und insgesamt 17.383 Studierende. Zusammen mit den Studierenden des GSU in Atlanta waren es im Herbst 2020 53.743 Studierende.
Im Herbst 2018 waren ca. 53.000 Studierende immatrikuliert, im Herbst 2019 waren es 52.814.
Der Wert des Stiftungsvermögens der Universität lag 2021 bei etwa 234,7 Mio. US-Dollar. Das war eine Steigerung um überdurchschnittliche 37,5 % gegenüber 2020, da es damals 170,8 Mio. US-Dollar wert gewesen war. 2010 waren es 75,8 Mio. US-Dollar gewesen.

## Sport
Die Sportteams der GSU sind die Panthers. Die Hochschule ist seit 2013 Mitglied in der Sun Belt Conference.

## Persönlichkeiten
- Joey Cape (* 1966) – Musiker bei Lagwagon
- Kenneth Lewis (* 1947) – CEO der Bank of America
- Ludacris (* 1977) – Musiker und Schauspieler
- Julia Roberts (* 1967) – Schauspielerin (ohne Abschluss)
- Ray Stevens (* 1939) – Musiker
- Lizz Wright (* 1980) – Musikerin
- Bruce Yandle (* 1933) – Wirtschaftswissenschaftler